# Санта-Мария-дельи-Анджели (Венеция)
Санта-Мария-дельи-Анджели (итал. Santa Maria degli Angeli) — католическая церковь на острове Мурано в Венецианской лагуне, Северная Италия.

## История
История церкви начинается в 1188 году, когда Джиневра Градениго, венецианская дворянка, которую отец Марино Градениго заставил уйти в монахини, пожертвовала аббатисе Джакомине Бончио землю на строительство монастыря. Разрушенная, перестроенная в период с 1498 по 1529 годы и заново освящённая, вскоре церковь была объединена с монастырём Санта-Мария-дель-Пиаве в Ловадине, провинция Тревизо, который обогатил здание. В 1574 году церковь посетил король Франции Генрих III.
В монастыре жили монахини из самых благородных и знатных семейств Венеции. В 1810 году с приходом войск Наполеона монастырь был упразднён, а церковь закрыта в 1848 году и лишена большинства своих богатств. Восстановленная в 1861 году, она была снова открыта два года спустя.
В настоящее время церковь Санта-Мария-дельи-Анджели не входит в список приходских церквей острова Мурано и её можно посетить только по предварительной записи.

## Описание
Над входом в церковь располагается барельеф из истрийского мрамора, изображающий «Благовещение». Внутри церковь состоит из единственного центрального нефа.

## Произведения искусства
Интерьер церкви украшают произведения Франческо Дзуньо («Исцеление расслабленного»), Антонио Молинари, Джакомо Пальма («Богородица во славе со святыми»), Алессандро Витториа и Джованни Антонио Порденоне, который нарисовал «Благовещение» (1537) при главном престоле. Потолок украшен изображениями 39 святых в отдельных ячейках, вероятно, работы Пьер Мария Пеннакки и Николо Рондинелли.

### Утерянные работы
Ранее над главным престолом красовалась работа Джованни Беллини «Мадонна вместе с дожем Агостино Барбариго». С 1488 года работа находилась в личных апартаментах дожа, однако после его смерти в 1501 году картина переехала в церковь. При монастыре находились две его дочери, так как дож хотел, чтобы они молились за упокой его души. Сейчас эта работа находится в церкви Сан-Пьетро Мартире, также на острове Мурано.
«Святой Иероним в пустыне» работы Паоло Веронезе также находится в Сан-Пьетро Мартире, как и «Благовещение» Грегорио Ладзарини и «Вход Господень в Иерусалим» Гаспаро Дициани. Последние две картины в данный момент временно выставлены в церковном музее. Там же находится и «Мадонна с младенцем и святыми Иеронимом и Захарией» кисти Франческо ди Симоне да Сантакроче.

### Надгробные памятники
В церкви находятся надгробные памятники Лоренцо Контарини и Джакопо Соранцо. Ранее здесь также находилась могила 86-го венецианского дожа Себастьяно Веньера, однако потом его останки были перевезены в собор Сан-Дзаниполо.